# 1928年サンモリッツオリンピックのノルウェー選手団
1928年サンモリッツオリンピックのノルウェー選手団（1928ねんサンモリッツオリンピックのノルウェーせんしゅだん）は、1928年2月11日から2月19日までスイスのサンモリッツで開催された1928年サンモリッツオリンピックのノルウェー選手団、およびその競技結果。

## 概要
今大会は金メダル6個、銀メダル4個、銅メダル5個の計15個を獲得した。
ヨハン・グロットムスブローテンはクロスカントリースキーとノルディック複合という異なる競技で金メダルを獲得した。

## メダル
| メダル | 選手名                         | 競技                   | 種目         |
| ------ | ------------------------------ | ---------------------- | ------------ |
| 金     | ヨハン・グロットムスブローテン | クロスカントリースキー | 男子18km     |
| 金     | ヨハン・グロットムスブローテン | ノルディック複合       | 男子個人     |
| 金     | アルフ・アンデシェン           | スキージャンプ         | 男子         |
| 金     | ベルント・エベンセン           | スピードスケート       | 男子500m     |
| 金     | イバール・バラングルート       | スピードスケート       | 男子5000m    |
| 金     | ソニア・ヘニー                 | フィギュアスケート     | 女子シングル |
| 銀     | オーレ・ヘッゲ                 | クロスカントリースキー | 男子18km     |
| 銀     | ハンス・ヴィンヤレンゲン       | ノルディック複合       | 男子個人     |
| 銀     | シグムント・ルート             | スキージャンプ         | 男子         |
| 銀     | ベルント・エベンセン           | スピードスケート       | 男子1500m    |
| 銅     | ライダル・エーデゴール         | クロスカントリースキー | 男子18km     |
| 銅     | ヨン・スネルスラット           | ノルディック複合       | 男子個人     |
| 銅     | ロアルト・ラルセン             | スピードスケート       | 男子500m     |
| 銅     | イバール・バラングルート       | スピードスケート       | 男子1500m    |
| 銅     | ベルント・エベンセン           | スピードスケート       | 男子5000m    |